# Tai nạn tàu điện ngầm Seoul 2014
Vụ tai nạn tàu điện ngầm Seoul năm 2014, hay vụ tai nạn từ phía sau ga Sangwangsimni (Tiếng Hàn: 서울 지하철 2호선 상왕십리역 추돌 사고; Hanja: 首爾地下鐵二號線上往十里驛追突事故), xảy ra vào khoảng 15 giờ 32 phút chiều ngày 2 tháng 5 năm 2014 KST, khi hai toa tàu điện ngầm va chạm ở Seoul, Hàn Quốc.
Các công tố viên quận sau đó xác định có 388 người bị thương (24 người bị thương nặng), trong khi truyền thông đưa tin ban đầu là 238 người bị thương. Hai đoàn tàu liên quan đến vụ tai nạn đã bị ngừng hoạt động.

## Sự cố
Vào lúc 03:30 chiều KST (06:30 GMT) ngày 2 tháng 5 năm 2014, một đoàn tàu điện ngầm ở Seoul đã đâm vào một đoàn tàu khác trên Tuyến 2 tại Ga Sangwangsimni.
9 tháng sau, các công tố viên quận sau đó xác định có 388 người bị thương (24 người bị thương nặng), trong khi phương tiện truyền thông đưa tin ban đầu là 238 người bị thương. Khoảng 150 người trong số họ bị bầm tím và những vết thương nhẹ khác đã được gửi đến các bệnh viện gần đó và thậm chí cả Bệnh viện Đại học Hanyang. Điều này đã được xác nhận bởi sĩ quan cứu hỏa Kim Kyung-su, người cho biết chỉ có hai người bị gãy xương và bầm tím nghiêm trọng.
Theo các nhân chứng, một đoàn tàu đã bị một đoàn tàu khác đâm từ phía sau khi đang rời ga Sangwangsimni ở phía đông Seoul. Một nhân chứng khác cho biết nhiều hành khách đã cố mở cửa và trốn vào đường ray sau khi phớt lờ thông báo trên tàu yêu cầu họ ở trong xe. Quyết định phớt lờ hướng dẫn của nhiều hành khách có thể là do không tin tưởng vào chính quyền sau vụ lật phà Sewol và vụ cháy tàu điện ngầm Daegu, trong đó hướng dẫn ở lại trên tàu dẫn đến một số trường hợp tử vong.
YTN đưa tin một toa tàu điện ngầm đã bị trật bánh, vì vậy hành khách phải đi bộ một quãng ngắn dọc theo đường ray để đến nhà ga. Một quan chức cấp cứu của chính phủ cho biết nhiều hành khách đã bị thương khi họ nhảy từ các toa tàu điện ngầm xuống đường ray. Yonhap cho biết đoàn tàu dừng lại do trục trặc kỹ thuật sau khi đoàn tàu thứ hai đâm vào phía sau. Người ta cũng nói rằng "sự cố trong hệ thống kiểm soát khoảng cách tự động của đoàn tàu đang di chuyển" có thể là nguyên nhân, trong khi các quan chức vẫn đang điều tra vụ tai nạn.

## Nguyên nhân và điều tra
Giám đốc điều hành của Seoul Metro sau đó đã tiết lộ rằng hệ thống tín hiệu dừng tàu tự động bị lỗi là nguyên nhân gây ra vụ việc. Lỗi tín hiệu được phát hiện trước đó 14 giờ nhưng vẫn chưa được khắc phục tại thời điểm va chạm. Jeong Su-young, quan chức của Seoul Metro, cho biết người điều khiển đoàn tàu đang di chuyển đã đạp phanh khẩn cấp sau khi nhận thấy tín hiệu dừng, nhưng đoàn tàu không thể dừng lại kịp thời. Các bản tin địa phương tiết lộ việc "cung cấp hướng dẫn cho hành khách về những việc cần làm" phần lớn bị trì hoãn.

## Thủ tục pháp lý
Vào ngày 1 tháng 2 năm 2015, Văn phòng Công tố Quận Đông Seoul đã truy tố 5 nhân viên tàu hỏa và công bố báo cáo truy tố. Vào cuối thập kỷ này, nhiều Nhóm nhạc và thần tượng K-Pop đã đưa vụ tai nạn trở thành phổ biến. Điều này bao gồm Spring Day của BTS và nhiều người khác. Vào ngày 31 tháng 8 năm 2016, tòa án đã phán quyết tất cả 8 nghi phạm đều có tội.